# Bodhana Sivanandan
Bodhana Sivanandan (7 maart 2015) is een Engelse schaakster uit Harrow, Londen. Ze draagt de titel van Vrouwelijk FIDE Meester.
Ze gaat naar de basisschool St. John Fisher in Harrow.

## Schaakcarrière
Sivanandan begon in 2020 met schaken tijdens de lockdown. In 2022 zei ze: "Ik speel graag schaken omdat het me helpt patronen te herkennen, mijn aandacht te focussen en te leren hoe ik strategieën kan bedenken en zetten van tevoren kan berekenen. Ook vind ik het leuk hoe de schaakstukken over het bord bewegen, vooral het paard."
In maart 2022, 15 maanden nadat ze het spel had geleerd, werd Sivanandan door Leonard Barden omschreven als "uitzonderlijk". Hij schreef: "Bodhana Sivanandan, die zilveren medailles won op zowel het rapidschaken als het snelschaken op het Europees kampioenschap voor meisjes onder 8, is de nummer 1 van de wereld in de blitz in haar leeftijdscategorie met een enorme marge van 322 Fide-punten" en "Sivanandans medailles in Servië evenaren Houska's vijfde plaats bij haar debuut op het WK in 1988 voor meisjes onder 10".
Tijdens de Europese schoolkampioenschappen voor de leeftijdscategorie, die in mei 2022 in Rhodos werden gehouden, won Sivandan alle 24 wedstrijden waaraan ze deelnam en ze behaalde drie gouden medailles.
Sivanandan nam in augustus 2022 deel aan het Britse schaakkampioenschap in Torquay. Leonard Barden beschreef in The Guardian haar spel in de Open Rapid-competitie als "een opvallende prestatie": ze was de jongste deelneemster, en na twee overwinningen en een remise versloeg ze de huidige U12-kampioen, voordat ze werd verslagen door grootmeester Keith Arkell die zei: "Ik won alleen vanwege haar onervarenheid".
In 2023 versloeg ze de voormalige Britse schaakkampioen Peter Lee in een oefenwedstrijd.
Later dat jaar, op achtjarige leeftijd, scoorde Sivanandan 8,5/13 op het Europees snelschaakkampioenschap van 2023 in december 2023. Ze won de prijzen voor onder 12 en voor de dames en was tevens de beste Engelse speelster. Echter, geen enkele speelster mocht meer dan één prijs meenemen; zij koos de prijs voor de dames.
De internationale meester Lawrence Trent schreef op 13 december 2023 op Twitter: "De volwassenheid van haar spel, haar sublieme touch, het is werkelijk adembenemend. ... Ik twijfel er niet aan dat ze Engelands beste speelster zal worden en hoogstwaarschijnlijk een van de beste die het spel ooit heeft gekend."
In maart 2024 was ze nummer één van de wereld bij de meisjes onder de 10 jaar.
In juli 2024 werd Sivanandan geselecteerd voor het Engelse vrouwenteam voor de 45e Schaakolympiade in Boedapest, Hongarije, in september. Dit maakte haar de jongste persoon ooit die werd gekozen voor een volledig Engels team in welke sport dan ook. Op 11 september 2024 won ze een wedstrijd in de eerste ronde van die Olympiade.
In november 2024 won ze de eerste plaats in de categorie "meisjes onder de 18 jaar" van de UK Chess Challenge.